# Ildefonso Carmona Bejarano
Ildefonso Carmona Bejarano (Arjonilla, Jaén, 1916-ibidem, 1994) fue un agricultor y político español del Partido Socialista Obrero Español.

## Biografía
Ha sido alcalde de su localidad natal desde abril de 1979 a marzo de 1983, donde hay le sucedió en el cargo su hijo, Pedro Carmona Úbeda. Siendo el primer alcalde electo democráticamente tras el fallecimiento de Francisco Franco.
Por último tras dejar la política municipal comenzó a ejercer de Agricultor.